# エリザ・スカンレン
エリザ・ジェーン・スキャンレン (Eliza Jane Scanlen、1999年1月6日 - ) は、オーストラリアの女優。

## 生い立ち
1999年1月6日にニューサウスウェールズ州シドニーで二卵性双生児の姉妹として生まれる。 約7歳のときにピアノを習い始めたが、13歳のときにやめた。

## 主な出演作品
- 2016年 : ホーム・アンド・アウェー (Home and Away) − タビサ・フォード
- 2018年 : シャープ・オブジェクツ (Sharp Objects) − アンマ・クレリン
- 2019年 : ベイビーティース (Babyteeth) − ミラ・フィンレイ
- 2019年 : ストーリー・オブ・マイライフ/わたしの若草物語 (Little Women) − エリザベス・"ベス"・マーチ
- 2020年 : 悪魔はいつもそこに (The Devil All the Time) − レノーラ・ラファティ
- 2021年 : オールド (Old) − カラ（15歳）
- 2021年 : ファイヤーズ (Fires) − タッシュ
- 2022年 : ファーストレディ (The First Lady) − 若き日のエレノア・ルーズベルト